# Cosmic Funk
Cosmic Funk es el segundo álbum de estudio del músico estadounidense Lonnie Liston Smith junto con the Cosmic Echoes. Fue publicado en julio de 1974 a través de Flying Dutchman Records.

## Recepción de la crítica
Un escritor no especificado de Billboard comentó: “Este disco tiene posibilidades de cruce muy fuertes entre pop, jazz y soul. El pianista Smith ha reunido a algunos músicos de jazz de primer nivel y contribuyó con tres melodías originales al álbum. Su hermano es el vocalista invitado en varias de las selecciones y tiene el tipo de voz que llamará la atención”. Un escritor no especificado de Record World comentó: “El jazz da un giro funky, cuando Smith y su banda de músicos en movimiento unen sus talentos con la excelente producción de Bob Thiele. Las estaciones de jazz y FM podrían programar bien las selecciones, con «Peaceful Ones» y «Naima» de Coltrane que seguramente atraerán la atención y elogios”.

## Legado
Desde entonces, muchos críticos han considerado a Cosmic Funk como uno de los mejores álbumes de jazz-funk de todos los tiempos, incluido el crítico Kris Needs de Record Collector, quién calificó el álbum como “jazz espiritual funky”. En una reseña en retrospectiva para AllMusic, Stephen Thomas Erlewine declaró: “Es un disco en el que las buenas ideas a veces se sugieren en lugar de desarrollarse... Esa canción de apertura es una de las pocas pistas que enfatiza el funk, de lo contrario reina el cosmos, ya que el grupo generalmente se vuelve espacial todo el tiempo sin abandonar nunca la tierra... el álbum se distingue por los espacios que se encuentran entre el funk y el bop, los períodos en los que Smith y compañía comienzan a flotar, para luego retroceder”. Jason Heller, en Strange Stars: How Science Fiction and Fantasy Transformed Popular Music, afirmó que «Cosmic Funk» es un ejemplo de “funk de ciencia ficción”. Tim Caspar Boehme de HHV Magazine señaló que “en la canción que da título al disco, el teclista comienza en un punto que podría interpretarse como una continuación de su experiencia con Miles Davis en las sesiones de On the Corner”.

## Lista de canciones
Todas las canciones escritas y compuestas por Lonnie Liston Smith, excepto donde esta anotado. 
| Lado uno |                   |               |          |  |
| N.º      | Título            | Escritor(es)  | Duración |  |
| 1.       | «Cosmic Funk»     |               | 5:35     |  |
| 2.       | «Footprints»      | Wayne Shorter | 6:08     |  |
| 3.       | «Beautiful Woman» |               | 6:57     |  |

| Lado dos |                 |               |          |  |
| N.º      | Título          | Escritor(es)  | Duración |  |
| 1.       | «Sais (Egypt)»  | James Mtume   | 8:15     |  |
| 2.       | «Peaceful Ones» |               | 5:03     |  |
| 3.       | «Naima»         | John Coltrane | 4:02     |  |

## Créditos y personal
Créditos adaptados desde las notas de álbum de Cosmic Funk.
Músicos
- Lonnie Liston Smith – piano, piano eléctrico, percusión
- Donald Smith – voces, piano, flauta
- George Barron – saxofón soprano, flauta, percusión
- Al Anderson – bajo eléctrico
- Lawrence Killian – conga
- Art Gore – batería
- Doug Hammond – percusión
- Andrew Cyrille – percusión
- Ron Bridgewater – percusión

Personal técnico
- Bob Thiele – producción
- Bob Simpson – ingeniero de audio
- Charles Stewart – fotografía de portada
- Ray Ross – fotografía interior
- Haig Adishian – diseño